# BC548

Transistor BC548

Imatge amb paràmetres

El BC548 és un transistor d'unió bipolar NPN de propòsit general que s'utilitza habitualment en equips electrònics europeus i americans. Sovint és el primer tipus de transistor bipolar que troben els aficionats i sovint apareix en dissenys de revistes d'electrònica per aficions on cal un transistor de propòsit general. El BC548 té un cost baix i està àmpliament disponible.

## Història i ús
El BC548 forma part d'una família de transistors de silici epitaxials NPN i PNP que es va originar amb la família de transistors BC108 de carcassa metàl·lica. El BC548 és el modern BC108 envasat en plàstic; l'article BC548 al lloc web del Radiomuseum descriu el BC548 com un successor del BC238 i es diferencia del BC108 només per la forma del paquet. Els fulls de dades del BC548 ofereixen especificacions idèntiques o superiors a les dels predecessors BC108, BC148 i BC238. Així, el BC548 (o BC546 a 550) és un substitut vàlid en qualsevol circuit dissenyat per al BC108 més antic (o BC148), que inclou molts dissenys publicats de Mullard i Philips.

## Pinout i especificacions
El BC548 es subministra en un paquet estàndard TO-92 de 3 pins. L'assignació d'elements de transistors (b,c,e) als cables, és a dir, el "pinout", utilitza la mateixa convenció que utilitzen alguns -però no tots- els altres dispositius TO-92. Tal com es veu a la imatge superior dreta, anant d'esquerra a dreta, el pinout és el següent:
- el cable 1 (esquerra al diagrama) és el col·lector,
- el plom 2 és la base, i
- el plom 3 és l'emissor.

## Variants segons el paràmetre guany
El número de tipus de qualsevol dels dispositius d'aquesta "família" pot anar seguit d'una lletra, "A" a "C", que indica els dispositius que s'han seleccionat que es troben dins d'un interval reduït de guany (h FE). Les mateixes lletres s'utilitzen per a aquest propòsit en diversos altres transistors europeus, i és similar en principi a les agrupacions de guany "groc", "blau" (i així successivament) en transistors japonesos, però no s'han de confondre amb el sufix "A" s'utilitza amb alguns dispositius nord-americans (JEDEC), com ara el 2N2222A, per indicar una varietat de diferències o millores respecte al tipus de base.
El BC548 està disponible en tres grups de guany diferents:
- "A" indica un guany baix (de 110 a 220, normalment 180) a 2 corrent del col·lector mA,
- "B" indica guany mitjà (200 a 450)
- "C" indica un gran guany (420 a 800)

## Variants segons altres paràmetres
El BC548 es va llançar amb els dispositius BC547 (més tensió) i BC549 (menor soroll), i sovint es troba juntament amb les fitxes tècniques, que corresponen a les variants originals BC107 i BC109 del BC108. Aquest grup de transistors NPN comparteix moltes especificacions i corbes característiques, però difereixen en les classificacions de tensió: el BC546 i el BC547 són essencialment els mateixos que el BC548 però seleccionats amb tensions de ruptura més altes, mentre que el BC549 és una versió de baix soroll i el BC550 és alhora. d'alta tensió i baix soroll. Els BC556 a BC560 són els homòlegs PNP dels BC546 al BC550, respectivament. Consulteu la família BC108 per obtenir una taula d'aquestes diferències i comparacions amb els tipus predecessors.